# Liste des officiers généraux français décorés de la médaille militaire
Cet article présente la liste exhaustive des officiers généraux français décorés de la médaille militaire, classée par date de décoration.
De toutes les décorations militaires françaises, la médaille militaire représente la plus haute distinction, récompensant les officiers généraux, déjà grands-croix de la Légion d'honneur.
Entre le 10 mai 1852  (premier décret) et le 21 février 1961 (date du décret conférant la médaille militaire au général Paul Ély, dernier officier général médaillé au XXe siècle), 165 officiers généraux ont été décorés de la médaille militaire,, dont 79 au XIXe siècle et 86 au XXe siècle. Au  XXIe siècle, seul le général Jean Simon a été décoré de la médaille militaire.

## Liste des attributions
Nota : les militaires ayant été décorés de la médaille militaire avant d'avoir été promu officier général ne sont pas dans la liste. Par exemple, le général François de Linares qui a été décoré alors qu'il était lieutenant. Lorsque l'officier général est également grand-croix de la Légion d'honneur, la date du décret de sa nomination est indiquée (GC le date).

### XIXesiècle
Parmi les 79 officiers généraux décorés de la médaille militaire au XIXe siècle, 38 sont grands-croix de la Légion d'honneur au moment de leur nomination, 40 sont grands officiers (dont 27 seront après grands-croix), Benjamin Jaurès est nommé grand officier le même jour.
- Honoré Charles Reille (10 mai 1852), général de division puis maréchal. GC le 14 février 1815.
- Jean-Baptiste Philibert Vaillant (10 mai 1852), général de division puis maréchal. GC le 2 juillet 1849.
- Achille Baraguey d'Hilliers (13 juin 1852), général de division puis maréchal. GC le 11 décembre 1851.
- Boniface de Castellane (13 juin 1852), général de division puis maréchal. GC le 22 avril 1847.
- Jean Paul Adam Schramm (13 juin 1852), général de division, président du comité d'infanterie. GC le 17 août 1840.
- Alphonse Henri d'Hautpoul (13 juin 1852), général de division et ministre de la Guerre. GC le 11 décembre 1851.
- Jean Ernest Ducos de La Hitte (13 juin 1852), général de division, président du comité d'artillerie, grand officier de la Légion d'Honneur. GC le 10 août 1853.
- Auguste Pierre Walbourg Gemeau (13 juin 1852), général de division, commandant de la division d'occupation en Italie, grand officier de la Légion d'Honneur.
- Armand Leroy de Saint-Arnaud (13 juin 1852), général de division, ministre de la guerre puis maréchal, grand officier de la Légion d'Honneur. GC le 23 décembre 1853.
- Bernard Pierre Magnan (13 juin 1852), général de division, commandant en chef de l'armée de Paris puis maréchal. GC le 11 décembre 1851.
- Jacques Louis Randon (13 juin 1852), général de division, gouverneur général d'Algérie puis maréchal, grand officier de la Légion d'Honneur. GC le 24 décembre 1853.
- Auguste Regnaud de Saint-Jean d'Angély (13 juin 1852), général de division puis maréchal, grand officier de la Légion d'Honneur. GC le 28 décembre 1855.
- Charles Baudin (7 juillet 1852), vice-amiral. GC le 18 décembre 1847.
- Frédéric Regnault de La Susse (7 juillet 1852), vice-amiral, commandant en chef d'escadre d'évolutions, grand officier de la Légion d'Honneur.
- Viala Charon (14 juillet 1852), général de division, gouverneur général de l'Algérie, grand officier de la Légion d'Honneur. GC le 31 décembre 1857.
- Alexandre Ferdinand Parseval-Deschênes (14 juillet 1852), vice-amiral, membre du conseil d'amirauté, grand officier de la Légion d'Honneur. GC le 30 août 1854.
- Anatole de la Woestine (15 août 1852), général de division, commandant supérieur des gardes nationales de la Seine, grand officier de la Légion d'Honneur. GC le 14 janvier 1853.
- Aimable Pélissier (15 août 1852), général de division, gouverneur général de l'Algérie puis maréchal, grand officier de la Légion d'Honneur. GC le 24 décembre 1853.
- Philippe Antoine d'Ornano (16 avril 1853), général de division, gouverneur des Invalides. GC le 9 août 1850.
- Anne-Charles Lebrun (16 avril 1853), général de division, grand chancelier de la légion d'honneur, grand officier de la Légion d'Honneur. GC le 29 avril 1833.
- Louis de Rostolan (15 juillet 1854), général de division, commandant de la 9e division militaire, grand officier de la Légion d'Honneur. GC le 28 décembre 1855.
- Napoléon-Jérôme Bonaparte (19 septembre 1854), général de division. GC le 3 janvier 1853.
- François Certain de Canrobert (13 janvier 1855), général de division, commandant en chef l'armée d'Orient pendant la guerre de Crimée puis maréchal, grand officier de la Légion d'Honneur. GC le 20 mai 1855.
- Armand Joseph Bruat (5 mars 1855), vice-amiral puis Amiral de France, grand officier de la Légion d'Honneur.
- Pierre Bosquet (1er novembre 1855), général de division puis maréchal. GC le 22 septembre 1855.
- François Thomas Tréhouart (16 juin 1856), vice-amiral puis Amiral de France (dernier à jouir de cette distinction), grand officier de la Légion d'Honneur. GC le 12 août 1860.
- Patrice de Mac Mahon (17 décembre 1857), général de division puis maréchal. GC le 22 septembre 1855.
- Charles de Salles (14 avril 1858), général de division. Grand officier de la Légion d'Honneur le 11 août 1855.
- Joseph Romain-Desfossés (9 août 1858), vice-amiral, grand officier de la Légion d'Honneur. GC le 31 décembre 1859.
- Adolphe Niel, (4 juillet 1859), général puis maréchal. GC le 22 septembre 1855.
- Charles Rigault de Genouilly (19 novembre 1859), vice-amiral, grand officier de la Légion d'Honneur. GC le 31 décembre 1864.
- Léonard Victor Charner (28 novembre 1861), vice-amiral, commandant en chef les forces navales françaises en extrême-orient. GC le 10 février 1861.
- Charles Cousin-Montauban (28 novembre 1861), général de division, ancien commandant de l'expédition de Chine. GC le 26 décembre 1860.
- Edmond de Martimprey (28 novembre 1861), général de division, sous-gouverneur de l'Algérie, grand officier de la Légion d'Honneur. GC le 30 décembre 1863.
- Adelbert Lebarbier de Tinan (11 janvier 1862), vice-amiral, commandant en chef l'escadre d'évolutions, grand officier de la Légion d'Honneur. GC le 11 août 1865.
- Charles-Marie-Augustin de Goyon (20 août 1863), général de division. GC le 12 mai 1860.
- Élie-Frédéric Forey (13 janvier 1864), général de division. GC le 21 mai 1859.
- François Bazaine, (28 avril 1865), général de division. GC le 2 juillet 1863. Dégradé en 1873, il perd ses droits au port de décorations françaises et étrangères.
- Charles de Flahaut (20 février 1866), général de division, grand chancelier de la légion d'honneur. GC le 5 mai 1838.
- Édouard Bouët-Willaumez (29 décembre 1866), vice-amiral, grand officier de la Légion d'Honneur. GC le 30 décembre 1868.
- Charles Auguste Frossard (28 décembre 1867), général de division, commandant en chef le génie pendant la campagne d'Italie (1859), grand officier de la Légion d'Honneur.
- Edmond Le Bœuf (28 décembre 1867), général de division, aide de camp de l'empereur, commandant en chef l'artillerie pendant la campagne d'Italie en 1859. GC le 21 décembre 1866.
- François Augustin Thiry (28 décembre 1867), général de division, ancien commandant en chef de l'artillerie pendant la guerre de Crimée en 1854-1855, grand officier de la Légion d'Honneur.
- Pierre Louis Charles de Failly (26 décembre 1868), général de division, président du comité d'infanterie, aide de camp de l'empereur Napoléon III, grand officier de la Légion d'Honneur.
- Louis Henri de Gueydon (30 décembre 1868), vice-amiral, grand officier de la Légion d'Honneur. GC le 28 janvier 1871.
- Edmond Jurien de La Gravière (12 mars 1870), vice-amiral, aide de camp de l'empereur Napoléon III, commandant en chef l'escadre d'évolutions, grand officier de la Légion d'Honneur. GC le 4 janvier 1875.
- Jules Tripier (16 décembre 1870), général de division, commandant en chef le génie de la 2e armée de défense de Paris pendant la guerre de 1870, grand officier de la Légion d'Honneur. GC le 11 octobre 1873.
- Paul de Ladmirault (24 juin 1871), général de division. GC le 11 août 1867.
- Joseph Vinoy (24 juin 1871), général de division. GC le 16 décembre 1870.
- Louis d'Aurelle de Paladines (13 juillet 1871), général de division. GC le 28 décembre 1868.
- Alfred Chanzy (13 février 1872), général de division, grand officier de la Légion d'Honneur. GC le 22 août 1878.
- Ernest Courtot de Cissey (31 mai 1873), général de division. GC le 20 avril 1871.
- Jean Bernard Jauréguiberry (20 septembre 1877), vice-amiral, grand officier de la Légion d'Honneur. GC le 14 janvier 1879.
- Benjamin Jaurès (12 juillet 1880), vice-amiral, commandant en chef le 21e corps d'armée durant la guerre de 1870. Grand officier de la Légion d'Honneur également le 12 juillet 1880. GC le 14 janvier 1887.
- Louis Faidherbe (30 décembre 1880), général de division, grand chancelier de la légion d'honneur. GC le 3 février 1880.
- Henri Garnault (4 septembre 1881), vice-amiral, commandant en chef l'escadre d'évolutions et les forces navales durant la campagne de Tunisie en 1881, grand officier de la Légion d'Honneur. GC le 28 décembre 1882.
- Louis Pierre Alexis Pothuau (10 janvier 1882), vice-amiral et ancien ministre, commandant supérieur des forts sud de Paris pendant la guerre de 1870. GC le 1er avril 1880.
- Orphis Léon Lallemand (11 juillet 1882), général de division, commandant en chef le 1er corps d'armée. GC le 3 février 1880.
- Félix Gustave Saussier (11 juillet 1882), général de division, commandant en chef le 19ème corps d'armée, grand officier de la Légion d'Honneur. GC le 12 juillet 1887.
- Jean-Louis Borel (29 décembre 1882), général de division, membre du conseil supérieur de la guerre, ancien ministre de la guerre, grand officier de la Légion d'Honneur.
- Henri Gresley (29 décembre 1882), général de division, commandant le 3e corps d'armée, membre du conseil supérieur de la guerre, ancien ministre de la guerre, grand officier de la Légion d'Honneur.
- Amédée Courbet (13 septembre 1884), vice-amiral, commandant en chef l'escadre d'Extrême-Orient, au Tonkin et en Chine, grand officier de la Légion d'Honneur.
- Jean-Baptiste Billot (8 juillet 1887), général de division, commandant le 1er corps d'armée, membre du conseil supérieur de la guerre, ancien ministre de la guerre, grand officier de la Légion d'Honneur. GC le 8 juillet 1889.
- Édouard Campenon (8 juillet 1887), général de division, ancien ministre de la guerre. GC le 2 janvier 1885.
- Alexandre Peyron (5 juillet 1888), vice-amiral, commandant en chef l'escadre d'évolutions, ancien ministre de la marine. GC le 20 octobre 1887.
- Victor Février (20 octobre 1888), général de division, commandant le 6e corps d'armée, membre du conseil supérieur de la guerre. GC le 29 décembre 1887.
- Jules Lewal (13 décembre 1888), général de division, membre du conseil supérieur de la guerre, ancien ministre de la guerre. GC le 5 juillet 1888.
- François Auguste Logerot (23 janvier 1890), général de division, commandant le 7e corps d'armée, ancien ministre de la guerre, grand officier de la Légion d'Honneur. GC le 29 décembre 1897.
- Léopold Davout (17 septembre 1891), général de division, membre du conseil supérieur de la guerre, ayant exercé un commandement de corps d'armée pendant deux périodes de trois ans. GC le 5 janvier 1887.
- Gaston de Galliffet (17 septembre 1891), général de division, membre du conseil supérieur de la guerre, ayant exercé un commandement de corps d'armée pendant deux périodes de trois ans. GC le 12 juillet 1887.
- Henri Berge (5 juillet 1893), général de division, gouverneur militaire de Lyon, commandant le 14e corps d'armée membre du conseil supérieur de la guerre ayant exercé un commandement de corps d'armée pendant plus de deux périodes de trois ans. GC le 30 décembre 1892.
- Théophile Ferron (5 juillet 1893), général de division, commandant le 18e corps d'armée, membre du conseil supérieur de la guerre, ancien ministre de la guerre, grand officier de la Légion d'Honneur.
- Charles Warnet (27 décembre 1893), général de division de réserve, ancien commandant en chef au Tonkin. GC le 5 juillet 1893.
- Julien Loizillon (11 janvier 1894), général de division, ancien ministre de la guerre, grand officier de la Légion d'Honneur.
- Léonard-Léopold Forgemol de Bostquénard (10 juillet 1894), général de division, hors cadres, ancien commandant en chef du corps expéditionnaire de Tunisie. GC le 4 mai 1889.
- Louis Brière de l'Isle (28 décembre 1894), général de division, ancien commandant en chef des troupes en Indochine, grand officier de la Légion d'Honneur.
- Henri Rieunier (28 décembre 1894), vice-amiral, président du comité des inspecteurs généraux de la marine, grand officier de la Légion d'Honneur. GC le 12 juillet 1897.
- Édouard Jamont (10 juillet 1899), général de division, vice-président du conseil supérieur de la guerre. GC le 12 juillet 1897.
- Oscar de Négrier (29 décembre 1899), général de division, membre du conseil supérieur de la guerre. GC le 10 juillet 1894.

### XXesiècle
Parmi les 86 officiers généraux décorés de la médaille militaire au XXe siècle, tous sont grands-croix de la Légion d'honneur au moment de leur nomination sauf Louis André (officier), Albert d'Amade (commandeur), Henri Gouraud (grand officier) et Jean Vincent (commandeur).
- Jacques Duchesne (29 décembre 1903), général. GC le 11 juillet 1901.
- Louis André (30 mars 1903), général, officier de la Légion d'Honneur (promu commandeur le 20 juillet 1903).
- Régis Voyron (4 septembre 1904), général. GC le 17 septembre 1901.
- Joseph Brugère (16 juin 1906), général. GC le 29 décembre 1904.
- Alfred Dodds (13 janvier 1907), général. GC le 11 juillet 1902.
- François Ernest Fournier (3 juin 1907), vice-amiral. GC le 21 octobre 1905.
- Albert d'Amade (23 janvier 1909), général, commandeur de la Légion d'Honneur (promu grand officier en 1914 puis GC le 30 janvier 1925).
- Henri de Lacroix (6 décembre 1909), général. GC le 11 juillet 1909.
- Jean Baptiste Jules Dalstein (27 octobre 1910), général. GC le 30 décembre 1909.
- Léonce Caillard (18 janvier 1911), général. GC le 14 août 1910.
- Joseph Gallieni  (12 juillet 1911), général ensuite élevé au maréchalat à titre posthume. GC le 6 novembre 1905.
- Alfred Gervais (10 juillet 1913), vice-amiral. GC le 30 juillet 1901.
- Charles Touchard (10 juillet 1913), vice-amiral. GC le 11 juin 1909.
- Paul Pau (6 décembre 1913), général. GC le 10 juillet 1913.
- Joseph Joffre (2 décembre 1914), général ensuite élevé au maréchalat. GC le 11 juillet 1914.
- Michel Joseph Maunoury (22 mars 1915), général ensuite élevé au maréchalat. GC le 18 septembre 1914.
- Henri Gouraud (16 juillet 1915), général, grand officier de la Légion d'Honneur. GC le 28 décembre 1918.
- Hubert Lyautey (15 septembre 1915), général ensuite élevé au maréchalat. GC le 17 septembre 1913.
- Augustin Dubail (8 octobre 1915), général. GC le 18 septembre 1914.
- Ferdinand Foch (21 décembre 1916), général ensuite élevé au maréchalat. GC le 8 octobre 1915.
- Fernand de Langle de Cary (26 avril 1916), général. GC le 20 novembre 1914.
- Maurice Bailloud (11 janvier 1916), général. GC le 18 janvier 1911.
- Édouard de Castelnau (5 septembre 1917), général. GC le 8 octobre 1915.
- Maurice Sarrail (5 septembre 1917), général. GC le 11 janvier 1916.
- Philippe Pétain (6 août 1918), général élevé au maréchalat quelques mois plus tard. GC le 24 août 1917.
- Émile Fayolle (21 octobre 1919), général ensuite élevé au maréchalat. GC le 10 juillet 1918.
- Louis Franchet d'Espèrey (3 octobre 1918), général ensuite élevé au maréchalat. GC le 12 juillet 1917.
- Adolphe Guillaumat (3 octobre 1918), général. GC le 10 juillet 1918.
- Augustin Gérard (17 octobre 1919), général. GC le 16 mai 1917.
- Louis Archinard (6 juillet 1919), général, ancien commandant en chef du corps expéditionnaire du Soudan. GC le 11 juillet 1914.
- Pierre Auguste Roques (20 janvier 1920), général. GC le 11 janvier 1916.
- Robert Nivelle (30 décembre 1921), général. GC le 28 décembre 1920.
- Paul Maistre (26 juillet 1922), général. Il la reçoit à titre posthume, et n'est pas présent dans la liste exhaustive publiée au Journal Officiel en 2005[1].  GC le 10 juillet 1920.
- Lucien Lacaze (23 juin 1923), général. GC le 12 juillet 1921.
- Charles Mangin (12 mai 1925), général. GC le 6 juillet 1919.
- Marie-Eugène Debeney (7 mai 1926), général. GC le 27 décembre 1923.
- Henri Berthelot (10 juillet 1926), général. GC le 8 juin 1922.
- Charles Nollet (11 juillet 1928), général. GC le 22 décembre 1925.
- Antoine Targe (11 juillet 1928), général. GC le 10 juillet 1926.
- Jean-Marie Degoutte (11 juillet 1928), général. GC le 6 juillet 1923.
- Edmond Boichut (26 décembre 1928), général. GC le 10 juin 1926.
- Henri Salaün (10 janvier 1928), vice-amiral. GC le 23 juin 1925.
- Dominique Gauchet (19 janvier 1929), vice-amiral. GC le 24 janvier 1919.
- Fénelon Passaga (6 juillet 1929), général. GC le 22 décembre 1925.
- Maxime Weygand (8 juillet 1930), général. GC le 6 décembre 1924.
- Edme Philipot (8 juillet 1930), général. GC le 7 juillet 1927.
- Louis-Hippolyte Violette (5 mars 1931), vice-amiral. GC le 15 janvier 1930.
- Henri Albert Niessel (10 juillet 1931), général. GC le 23 décembre 1927.
- Charles Jacquemot (11 septembre 1931), général. Il la reçoit à titre posthume[3]. GC le 31 décembre 1930.
- Auguste Édouard Hirschauer (30 décembre 1931), général. GC le 11 juillet 1920.
- Ange Le Bris (30 juin 1932), amiral. GC le 24 janvier 1919.
- Henri Claudel (11 juillet 1935), général. GC le 30 décembre 1933.
- Maurice Gamelin (31 décembre 1935), général. GC le 8 juillet 1932.
- Georges Durand-Viel (20 mai 1936), amiral. GC le 30 décembre 1933.
- Joseph-Édouard Barès (15 décembre 1936), général. GC le 4 janvier 1934.
- Julien Dufieux (30 décembre 1936), général. GC le 6 janvier 1933.
- Eugène Mittelhausser (8 juillet 1938), général. GC le 30 juin 1937.
- Alphonse Georges (26 juin 1939), général. GC le 31 décembre 1935.
- Jean-Jacques Carence (31 décembre 1939), général. GC le 30 décembre 1936.
- Charles Belhague (31 décembre 1939), général. GC le 7 juillet 1936.
- François Darlan (9 avril 1940), Amiral de la flotte. GC le 21 décembre 1937.
- André Prételat (28 juin 1940), général. GC le 18 janvier 1939.
- Joseph Vuillemin (17 juillet 1940), général d'armée aérienne. GC le 13 janvier 1934.
- Jean de Laborde (22 octobre 1940), amiral. GC le 31 décembre 1939.
- Jean-Pierre Esteva (14 juillet 1941)[4],[5],[6], amiral. Il n'est pas présent dans la liste exhaustive publiée au Journal Officiel en 2005[1]. GC le 3 juillet 1940.
- Jean-Marie Charles Abrial, (14 juillet 1941)[7],[8], vice-amiral. Il n'est pas présent dans la liste exhaustive publiée au Journal Officiel en 2005[1]. GC le 30 mai 1940.
- Jean de Lattre de Tassigny (8 mai 1945), général ensuite élevé au maréchalat. GC le 10 février 1945.
- Le général de Gaulle la refuse à l'issue de la Seconde Guerre mondiale, elle devait lui être conférée le 8 mai 1945[9].
- Alphonse Juin (7 novembre 1945), général ensuite élevé au maréchalat. GC le 10 mai 1945.
- Philippe Leclerc de Hauteclocque (6 juin 1946), général ensuite élevé au maréchalat. GC le 10 mai 1945.
- René Bouscat (13 juillet 1946), général d'armée aérienne. GC le 16 juin 1945.
- Joseph de Goislard de Monsabert (7 octobre 1946), général. GC le 18 novembre 1945.
- Georges Thierry d'Argenlieu (21 mars 1947), amiral. GC le 6 juin 1946.
- Henri Giraud (2 février 1949), général. GC le 23 août 1940.
- Jean Vincent (21 juin 1950), médecin-général, commandeur de la Légion d'honneur (1946).
- Antoine Béthouart (27 septembre 1950), général. GC le 10 juillet 1946.
- Paul Dassault (27 juin 1951), général d'armée. GC le 29 mai 1946.
- Georges Catroux (4 juin 1952), général d'armée. GC le 10 mai 1945.
- Gabriel Cochet (4 juin 1952), général de corps aérien. GC le 7 septembre 1946.
- Paul Doyen (4 juin 1952), général de corps d'armée. GC le 18 juin 1945.
- Raoul Magrin-Vernerey dit Monclar (4 juin 1952), général de corps d'armée. GC le 2 août 1949.
- Jean Callies (26 juin 1957), général. La décoration lui est remise à son départ de l'armée par le maréchal Juin. GC le 5 novembre 1953.
- Augustin Guillaume (26 juin 1957), général. GC le 28 août 1952.
- Raoul Salan (12 juin 1958), général. Le général de Gaulle, Président du Conseil, lui confère la médaille le 12 juillet 1958. Le lendemain le 13 juillet, la décoration lui est remise par un grand mutilé d'Indochine, membre de l'Association des Combattants de l'Union Française (ACUF). GC le 28 août 1952.
- Paul Legentilhomme (17 juin 1960), général. GC le 17 mars 1951.
- Henri Nomy (17 juin 1960), amiral. Le général de Gaulle lui confère la médaille le 17 juin 1960 pour « services exceptionnels ». GC le 31 décembre 1957.
- Paul Ély (21 février 1961), général. GC le 20 juin 1957.

### XXIesiècle
- Jean Simon (16 octobre 2002), général, héros de la France libre, compagnon de la Libération. GC le 4 juillet 1973. Il est le dernier officier général à avoir reçu la Médaille en tant que tel, par décret du 16 octobre 2002[10], et le seul à l'avoir reçue depuis la réforme du Code de la légion d'honneur et de la médaille militaire de 1962[1].

### Ouvrages
- Paul-Arnaud de Foïard, Raymond Muelle, Jean Pétot et Nathalie Wool (préf. Général Jean-Philippe Douin, grand chancelier de la Légion d'honneur), « Les officiers généraux décorés de la Médaille militaire » in La médaille militaire d'hier et d'aujourd'hui, Mango, 2002, 192 p.
- Michel Wattel et Béatrice Wattel (préf. André Damien), Les Grand’Croix de la Légion d’honneur : De 1805 à nos jours, titulaires français et étrangers, Paris, Archives et Culture, 2009, 701 p. (ISBN 978-2-35077-135-9). Dans cet ouvrage, les auteurs précisent pour chaque dignitaire de la grand-croix de la Légion d'honneur, s'il est également médaillé militaire et, le cas échéant, la date de sa decoration.

### Articles
- « Liste "exhaustive" des officiers généraux décorés de la médaille militaire depuis sa création en 1852 (réponse du 18 janvier 2005 à la question n° 50072 d'Alain Marsaud du 2 novembre 2004) », sur questions.assemblee-nationale.fr.